# Simon Carl Stanley

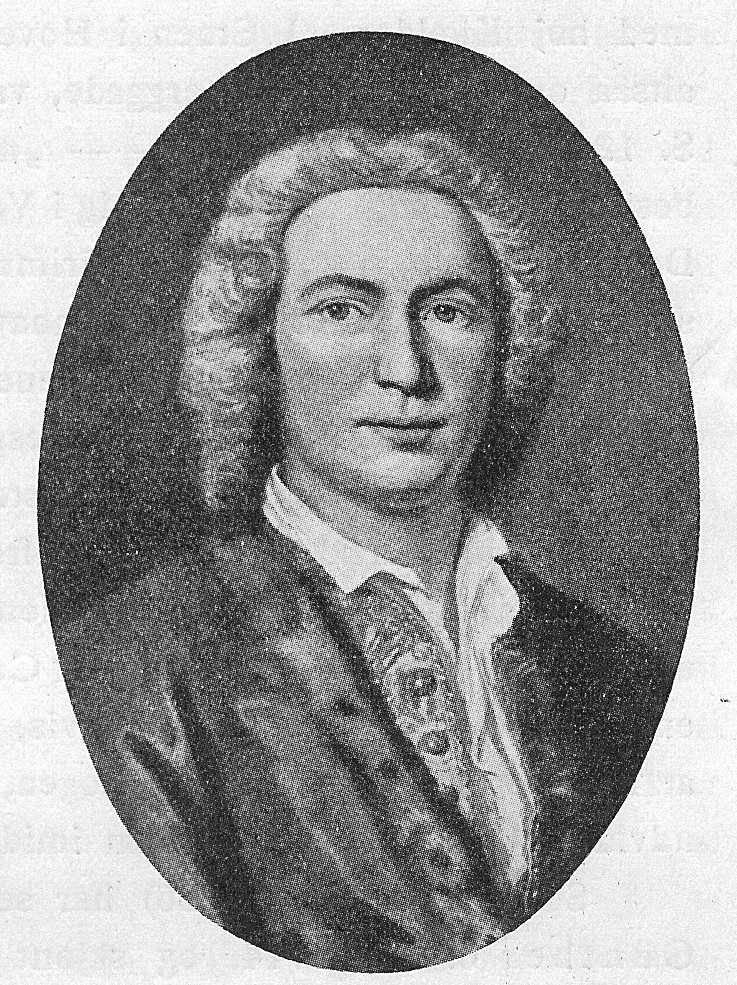
Simon Carl Stanley

Simon Carl Stanley, auch Charles Stanley (* 12. Dezember 1703 in Kopenhagen; † 17. Februar 1761 ebenda) war ein dänischer Stuckateur und Bildhauer britischer Abstammung.

## Leben
Stanley war ein Schüler von J. C. Sturmberg in Kopenhagen. Für seine weitere Ausbildung zog er nach Deutschland und in die Niederlande, wo er Schüler von Ignatius van Logteren in Amsterdam war. 1727 ging er nach London und arbeitete als Gehilfe im Atelier von Peter Scheemakers. Sein erster eigener Auftrag waren Stuckaturen im Landsitz Compton Place in Eastbourne für Spencer Compton, 1. Earl of Wilmington. Weitere Werke waren Grabdenkmäler, darunter das 1746 errichtete in Little Easton für William Maynard, 2. Baron Maynard (1623–1699) sowie Stuckaturen in Kirtlington Park, Oxfordshire.
Spätestens 1747 kehrte Stanley nach Kopenhagen zurück. Ab 1752 lehrte er an der Vorgängereinrichtung der Kopenhagener Akademie und wurde 1754 bei deren Gründung Professor für Bildhauerei. Er war Mitarbeiter der Fayencemanufaktur in Kastrup bei Kopenhagen, für die er verschiedene Figurengruppen entwarf sowie der Porzellanmanufaktur von L. Fournier in Kopenhagen. Er war Mitglied einer Freimaurerloge in Kopenhagen. Simon Carl Stanley
wohnte in Overgaden oven Vandet 6 im Stadtteil Christianshavn. Er wurde in einer Krypta unter der von ihm ausgestalteten Christianskirche beigesetzt.
Sein Sohn Carl Frederik Stanley wurde ein führender Bildhauer des frühen Klassizismus in Dänemark.

## Ehrungen
- 1755 Hofbildhauer

## Werke
Skulpturen
- Kopenhagen, Statens Museum for Kunst:[2]
  - Marmorgruppe Vertumnus, Pomona und Amor (um 1749, nach Laurent Delvaux)
  - Ganymed mit dem Adler (1752, Aufnahmestück für die Akademie; alter Abguss nach dem verschollenen Original)
- Palais Christians VII. (Amalienborg)
  - Ornamentale Dekoration des Speisesaals (1757)
- Königlich Dänische Kunstakademie:
  - Schnitzereien am vergoldeten Stuhl des Vorsitzenden (1755)
- Christianskirche (Kopenhagen):
  - Innere Ausschmückung und Inventar, zusammen mit Jacob Fortling (1756/59)
- Holmens Kirke:
  - Marmortaufe (1756)
- Eigenes Haus in Christianshavn (jetzt Gemeindehaus):
  - Deckenstuckaturen (um 1755; nicht erhalten)
- Schloss Bregentved bei Haslev:
  - Springbrunnen für Adam Gottlob von Moltke (1760; verschollen).
- Schloss Fredensborg
  - Teilnahme an der Ausschmückung der Repräsentationsräume des Erdgeschosses (1722)
  - Schlosspark: Marmorgruppe Venus, Amor und Adonis (um 1750), Diana (1756/57), Ceres (1760)
- Fredriksvern, heute Stavern (Norwegen), Stadtkirche:
  - Figuren am Altar (1755)
- Katharinenkirche (Lübeck):
  - Marmorsarkophag mit begleitenden Statuen für Claus von Reventlow († 1758)
- Schloss Marienlyst:
  - Marmorkamine und Spiegelrahmen
- Nebsager (Amt Vejle), Kirche:
  - Epitaph Tycho de Hofman (1754)
- Dom zu Roskilde:
  - 2 Engel am Epitaph O. Krabbe (früh).
- Sorterup Sogn, Kirche:
  - Epitaph U. Bruun

Übersetzungen
- (Edward Moore): Fabler for det smukke Kjön. 1760, mit 16 Radierungen von Alexia von Lode nach Zeichnungen Stanleys (?)

Kompositionen
- Passionsoratorien (1755, 1759, 1760)